# 佐藤純一 (言語学者)
佐藤 純一（さとう じゅんいち、1931年9月30日 - ）は、日本のロシア語学者、東京大学名誉教授、東京都出身。

## 来歴
- 1931年9月30日 - 日本刀学者の佐藤貫一の長男として東京都に生まれる。
- 小石川高校卒業
- 1954年 - 東京外国語大学ロシア語科卒
- 1958年 - 東京大学大学院言語学科修士課程修了
- 1961年 - 東京外国語大学専任講師
- 1963年 - 東京大学教養学部助教授
- 1976年 - 同教授
- 1991年 - 定年退官、名誉教授、創価大学教授
- 2007年 - 退職

## 著書
- 「ロシヤ基本単語集」（1965年）白水社
- 「NHKロシア語入門」（1969年）日本放送出版協会
- 「初歩のロシア語」（1973年）昇竜堂出版
- 「ロシア語コーヒー・ブレイク」（1980年）日本放送出版協会
- 「基本ロシア語文法」（1985年）昇竜堂出版
- 「ロシア語史入門」（2012年）大学書林
- 「ロシア語Ⅰ・Ⅱ('01)」　(2001年) 放送大学教育振興会

### 共編著
- 「例文で覚えるロシア重要単語2200」木島道夫共著（1983年10月）白水社
- 「ロシア基本語辞典」共編（1994年3月）白水社
- 「ロシア語」放送大学（2001）

### 訳著
- 「ロシア新語・略語辞典」ア・ペ・ミチューリン編（1955年）ナウカ
- 「練習問題で学ぶロシア語」ハヴローニナ・シロチェンスカヤ著（1971年）ナウカ

## 親族
- 父：佐藤貫一 - 日本刀学者
- 弟：佐藤純彌 - 映画監督
- 甥：佐藤東弥 - 映画監督
- 甥：佐藤信行 (法学者) - 中央大学教授、公法、英米法、カナダ法学者